# Salvador Esquer
Salvador Esquer, španski rokometaš, * 8. januar 1969, Algemesí.
Leta 1996 je na poletnih olimpijskih igrah v Atlanti v sestavi švedske reprezentance osvojil bronasto olimpijsko medaljo.